# Anthology 3
Anthology 3 é um álbum duplo lançado em outubro de 1996 pelos The Beatles com gravações alternativas, algumas raras, outras como ensaios, outras não aproveitadas, executadas pelos integrantes dos Beatles, juntos ou individualmente. Cobre o período que vai de 1968 até 1969. Coincide com o início das sessões das gravações para o álbum The Beatles (conhecido como O Álbum Branco), e abrange também o período das gravações das músicas dos álbuns  Let It Be e Abbey Road. Dura 145’33”.
| Críticas profissionais                                                      | Críticas profissionais |
| Avaliações da crítica                                                       | Avaliações da crítica  |
| Fonte                                                                       | Avaliação              |
| --------------------------------------------------------------------------- | ---------------------- |
| All Music Guide                                                             | [ 1 ]                  |
| Esta tabela precisa de ser acompanhada por texto em prosa. Consulte o guia. |                        |

## Produção
A compilação foi produzida por George Martin a quem coube também a direção do projeto. A concepção gráfica e o desenho da capa foi de Klaus Voormann. Os comentários das músicas no encarte ficou a cargo de Mark Lewisohn.
A exemplo dos dois volumes anteriores, este também traria uma canção com os quatro Beatles - "Now and Then", também produzida a partir de uma fita cassete caseira de John Lennon. O resultado das gravações, entretanto, não foi satisfatório. Também tentaram compor uma canção inédita, All For Love, mas George Harrison não gostou do resultado.

## Projeto
Este foi o terceiro e último álbum da série Anthology, que faz uma retrospectiva da carreira do grupo, através de suas gravações em estúdio. Os outros álbuns deste projeto foram:
1. Anthology 2, lançado em março de 1996.
2. Anthology 1, lançado em novembro de 1995.

## Lista das faixas
- Todas as faixas são assinadas por Lennon-McCartney, exceto onde indicado o contrário.

### Disco um (CD 1)
1. "A Beginning" (Martin)
2. "Happiness Is a Warm Gun" (Demo Caseiro) [Mono]
3. "Helter Skelter" (Tomada 2, editada) [Mono]
4. "Mean Mr. Mustard" (Demo Caseiro)
5. "Polythene Pam" (Demo Caseiro)
6. "Glass Onion" (Demo Caseiro)
7. "Junk" (Demo Caseiro) (McCartney)
8. "Piggies" (Demo Caseiro) [Mono] (Harrison)
9. "Honey Pie" (Demo Caseiro)
10. "Don't Pass Me By" (Tomadas  3 & 5) (Starr)
11. "Ob-La-Di, Ob-La-Da”
12. ”Good Night” (Ensaio e tomada 34)
13. ”Cry Baby Cry” (Tomada 1)
14. ”Blackbird” (Tomada 4)
15. ”Sexy Sadie” (Tomada 6)
16. ”While My Guitar Gently Weeps” (Demo) (Harrison)
17. ”Hey Jude”
18. ”Not Guilty” (Tomada 102) (Harrison)
19. ”Mother Nature's Son” (Tomada 2)
20. ”Glass Onion” [Mono]
21. ”Rocky Raccoon” (Tomada 8)
22. ”What's The New Mary Jane” (Tomada 4)
23. "Step Inside Love" / "Los Paranoias" (Lennon-McCartney-Harrison-Starr)
24. ”I'm So Tired” (Tomadas  3, 6 & 9)
25. ”I Will” (Tomada 1)
26. ”Why Don't We Do It in the Road?” (Tomada 4)
27. ”Julia” (Tomada 2)

### Disco dois (CD 2)
1. ”I've Got a Feeling” (gravado em 3 Savile Row)
2. ”She Came in Through the Bathroom Window” (Ensaio) (gravado em 3 Savile Row)
3. ”Dig A Pony” (gravado em 3 Savile Row)
4. ”Two Of Us” (gravado em 3 Savile Row)
5. ”For You Blue” (gravado em 3 Savile Row) (Harrison)
6. ”Teddy Boy”  (gravado em 3 Savile Row) (McCartney)
7. Medley: "Rip It Up" (Robert Blackwell-John Marascalco) / "Shake, Rattle and Roll” (Charles Calhoun) / "Blue Suede Shoes” (Carl Perkins) (gravado em 3 Savile Row)
8. ”The Long And Winding Road” (gravado em 3 Savile Row)
9. ”Oh! Darling” (gravado em 3 Savile Row)
10. ”All Things Must Pass” (Demo) (Harrison)
11. "Mailman, Bring Me No More Blues" (gravado em 3 Savile Row) (Roberts-Katz-Clayton)
12. ”Get Back” (Ao vivo no Concerto do Telhado)
13. ”Old Brown Shoe” (Demo) (Harrison)
14. ”Octopus's Garden” (Tomadas  2 & 8) (Starr)
15. ”Maxwell's Silver Hammer” (Tomada 5)
16. ”Something” (Demo) (Mono) (Harrison)
17. ”Come Together” (Tomada 1)
18. ”Come and Get It” (Demo) (McCartney)
19. ”Ain't She Sweet” (Jam) (Milton Ager-Jack Yellen)
20. ”Because”
21. ”Let It Be” (gravado em 3 Savile Row)
22. ”I Me Mine” (Tomada 16) (Harrison)
23. ”The End” (Remix)